# Sistema interestatal de autopistas

Autopistas interestatales en los 48 estados colindantes.

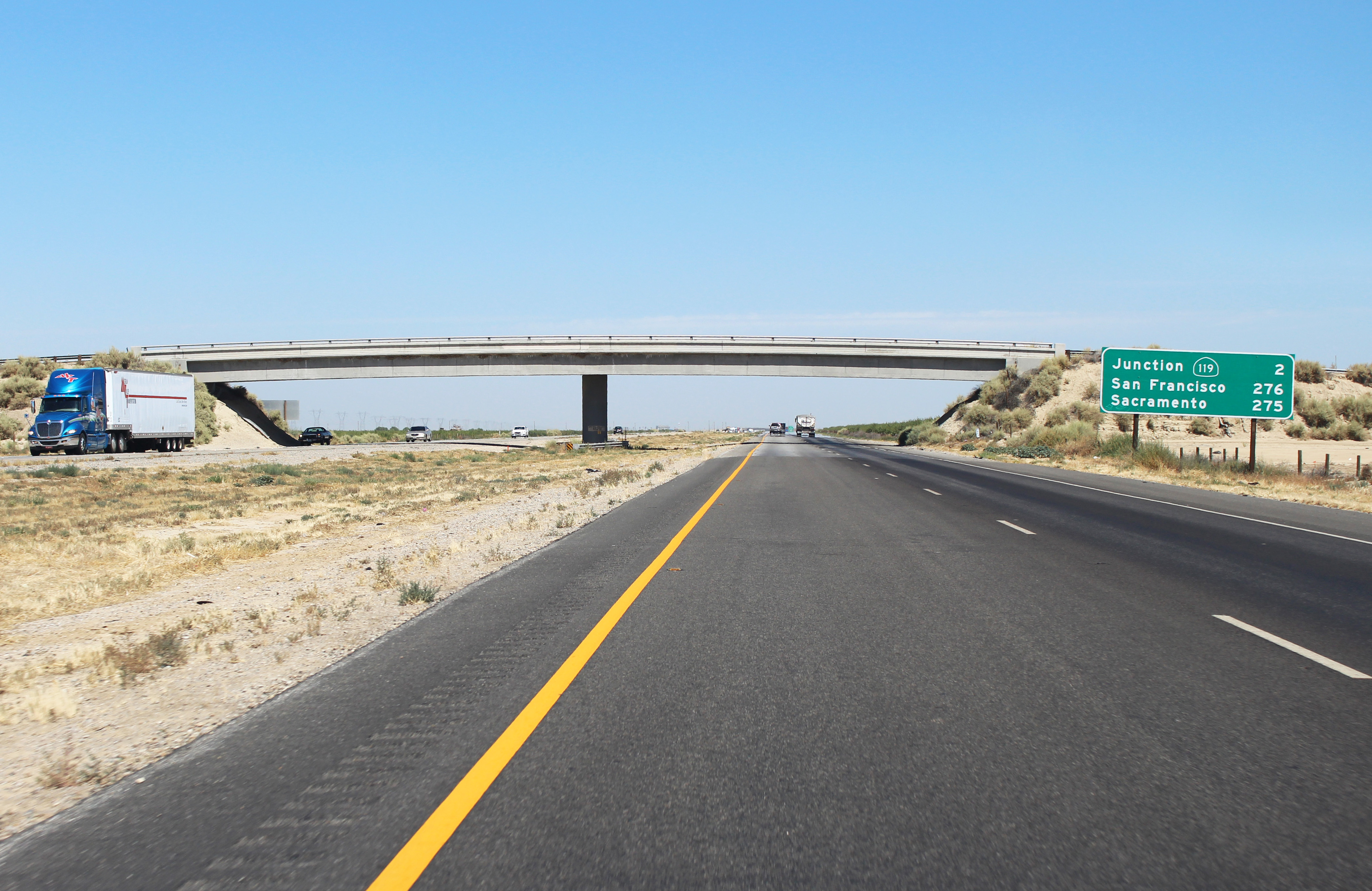
Un tramo rural de la Interestatal 5 en California, con dos carriles en cada sentido separados por una gran mediana de césped con accesos limitados a enlaces de diferente nivel.

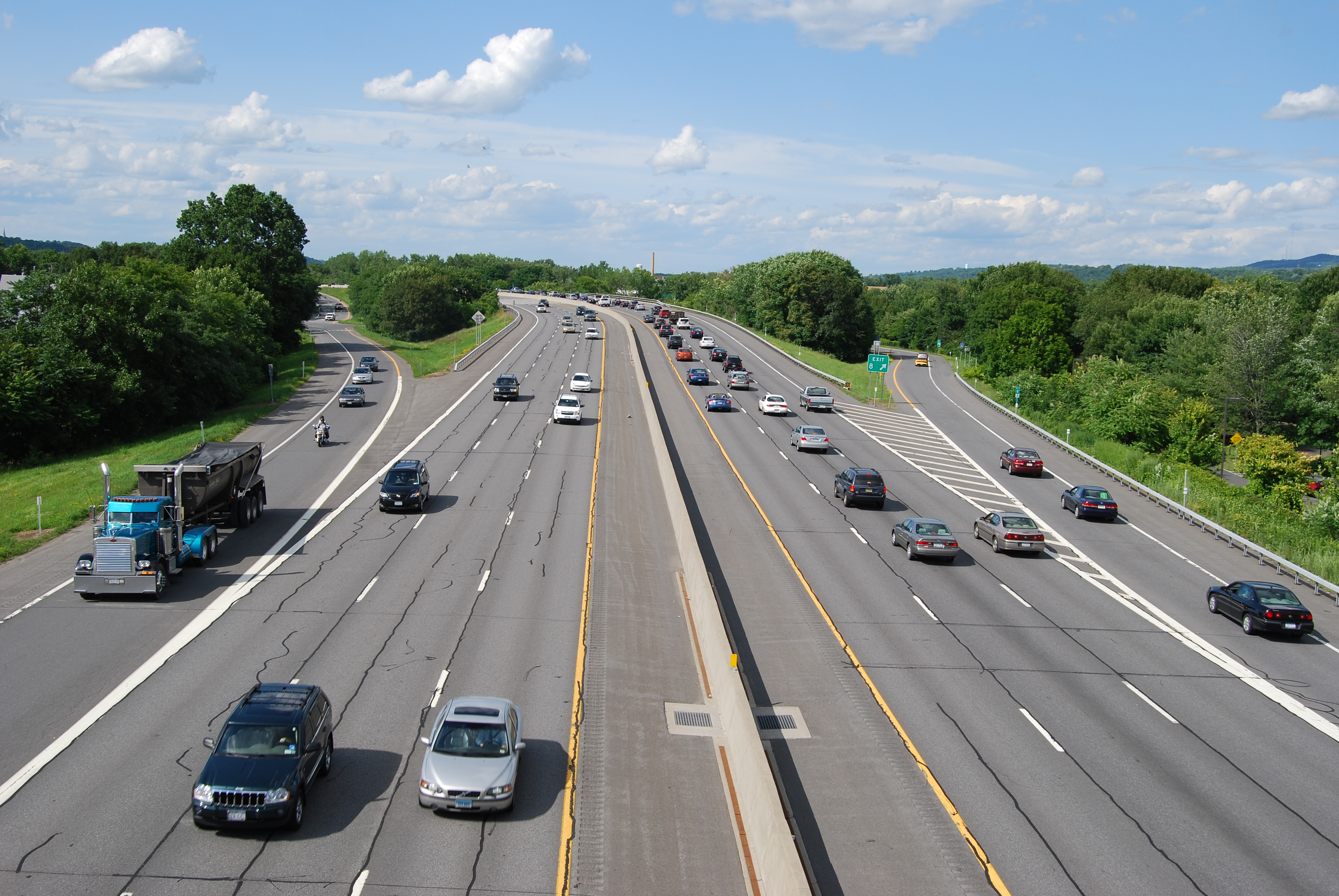
Interestatal 787 (I‑787) en Watervliet, Nueva York.

El sistema nacional de autopistas interestatales y de defensa Dwight D. Eisenhower, comúnmente llamado Interstate Highway System (sistema de autopistas interestatales de Estados Unidos), es una red de autopistas en los Estados Unidos. Es parte de otro sistema más grande, pero poco conocido, denominado sistema nacional de autopistas (National Highway System). La totalidad del sistema de autopistas Interestatales tenía, en 2004, una longitud total de 75.376 km. No todo el kilometraje propuesto se ha construido y algunos tramos urbanos están abandonados. Algunas autopistas ya existentes, sobre todo en el noreste del país, fueron incorporadas al sistema.
Aunque las autopistas interestatales se construyen con un 90% de financiación federal, y son realizadas según sus parámetros, la propiedad, construcción y explotación se realiza por los estados en los que se localizan. La única excepción es el puente federal Woodrow Wilson en el cinturón periférico de Washington (Capital Beltway) (Interestatal 95/I-495 ).
El sistema da servicio a todas las grandes ciudades de Estados Unidos. A diferencia de infraestructuras homólogas en la mayoría de otros países industrializados, muchas de ellas pasan por el interior de las áreas metropolitanas. Esto ayudó a facilitar, en la época de posguerra, un modelo de desarrollo con preeminencia del transporte suburbano por carretera, un fenómeno también llamado dispersión urbana o expansión descontrolada de la ciudad.
El sistema tiene un papel destacado en la vida diaria de Estados Unidos. Virtualmente, la distribución de todos los bienes y servicios se realiza por las autopistas interestatales. Los residentes en las ciudades las usan para ir a sus lugares de trabajo. La gran mayoría de los viajes de larga distancia, ya sea de vacaciones o negocios, utiliza la red de carreteras nacionales; de esos viajes, aproximadamente un tercio (del número total de millas recorridas en el país en 2003) utilizan el Sistema de Autopistas Interestatales.

## Historia

Señal conmemorativa presentada en 1993. Como el Sistema fue establecido durante la presidencia de Dwight D. Eisenhower, las cinco estrellas representan su grado como general durante la Segunda Guerra Mundial.

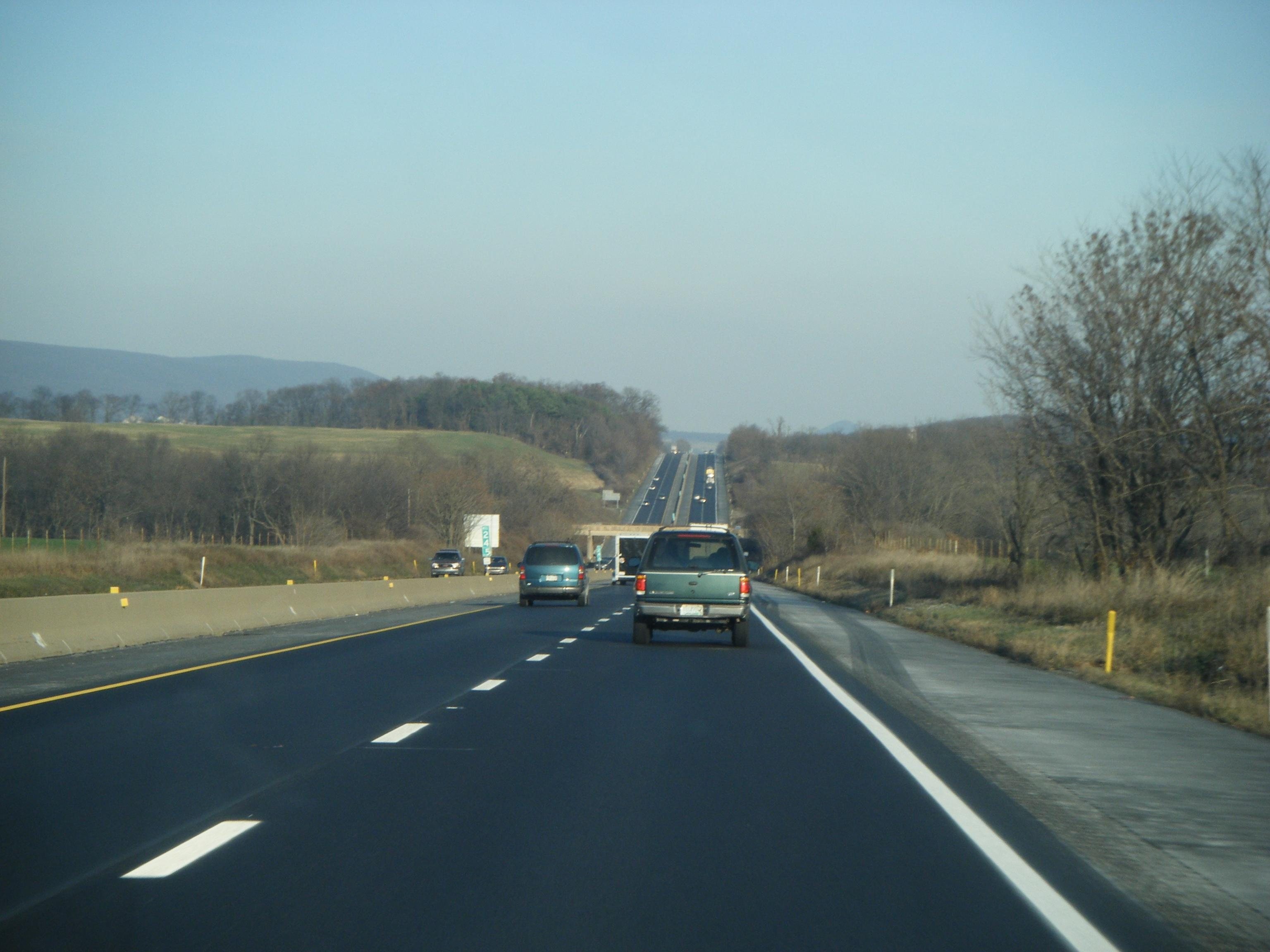
I‑78 en Pensilvania.

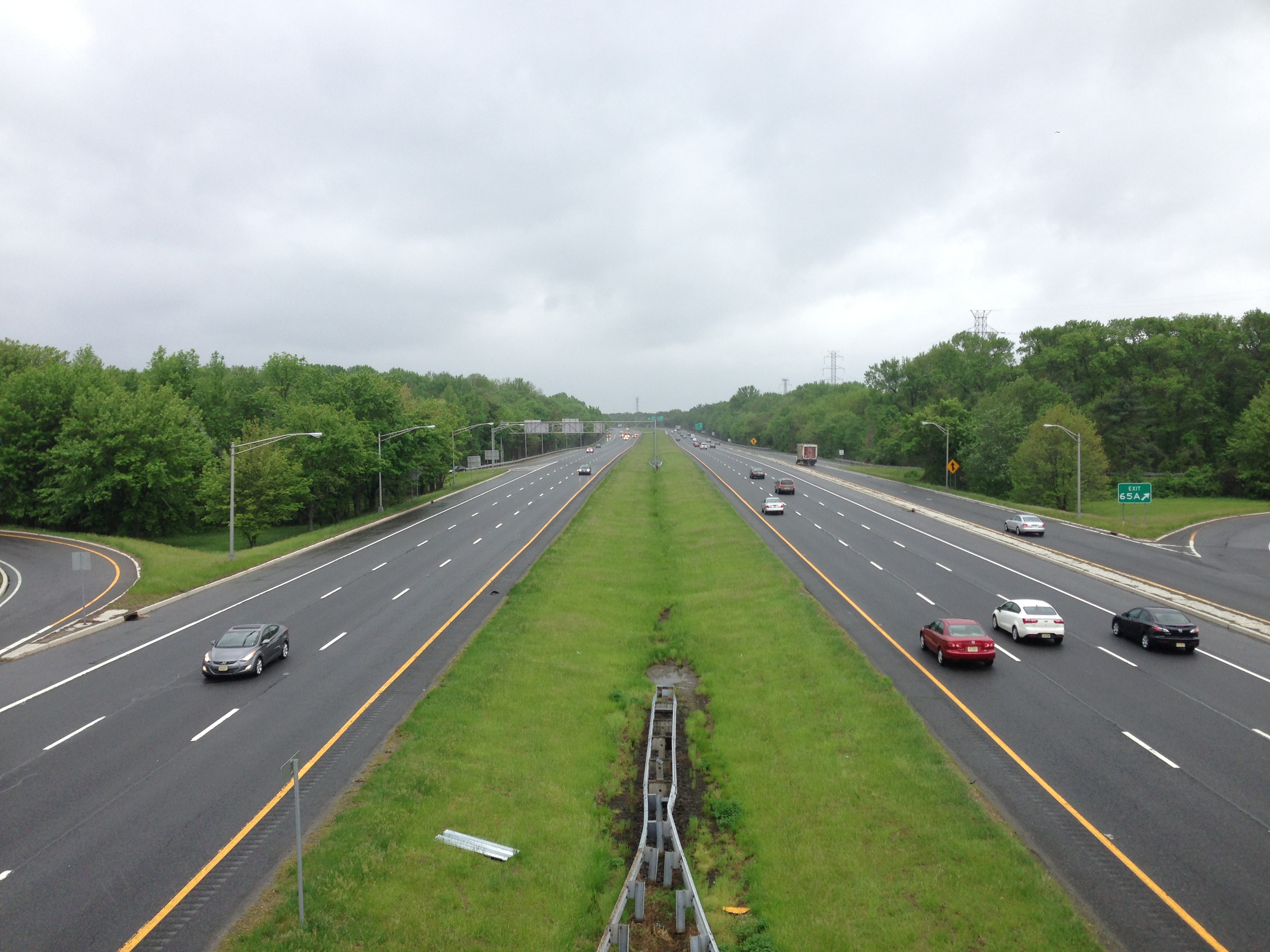
Interestatal en Nueva Jersey.

La construcción de la red de autopistas interestatales fue autorizada por Ley de Ayuda Federal de Autopistas de 1956 (Federal-Aid Highway Act ), popularmente conocida como Ley de Autopistas Interestatales y de Defensa de 1956. 
Fue una petición de los mayores constructores de automóviles de Estados Unidos y promovida por el presidente Dwight D. Eisenhower - influido por sus experiencias como joven soldado al cruzar Estados Unidos en 1919 siguiendo la ruta de la Lincoln Highway y el conocimiento de la red de autopistas alemanas (Autobahnen) durante la Segunda Guerra Mundial - como un necesario componente de un sistema de defensa nacional. Esto haría posible un mejor desplazamiento por tierra de tropas y suministros militares.
El diseño de un sistema de nuevas superautopistas empezó a finales de los años treinta, incluso antes de que un comité federal se constituyera para construir el sistema de autopistas interestatales en los cincuenta. En los años veinte, algunas carreteras como las de la zona de Nueva York fueron construidas como parte de los sistemas locales o estatales. Como el tráfico de automóviles se incrementaba, se vio la necesidad de un sistema nacional interconectado que complementara al existente, la red de carreteras federales de Estados Unidos. La publicación de los mapas de la localización del sistema de autopistas interestatales se conoce informalmente como el Libro Amarillo (Yellow Book).
Aunque la construcción de la red continúa, fue oficialmente declarada acabada en 1991 (sin embargo 1,5 millas originalmente planeadas aún no estaban construidas en 2005. El costo inicial estimado para la red fue de 25 millardos de dólares en 12 años; el coste final fue de 114 y llevó 35 años completarlo.
La colocación de la última señal de tráfico en la I-90 en Wallace, el 15 de septiembre de 1991, se considera la finalización del sistema planeado. Sin embargo, debido a la cancelación de la Somerset Freeway, la I-95 no ha sido completada en Pensilvania y Nueva Jersey; la futura Pennsylvania Turnpike/Interstate 95 Interchange Project completará esa ruta. El último tramo de la Red inicialmente programada de 1947 tiene prevista su realización (aunque unas pocas rutas, como la Interestatal 80 en el norte de Ohio, han sido cambiadas de lugar). Otras rutas tienen tramos que no son de =calzadas separadas (ver Lista de discontinuidades en la Autopistas Interestatales), pero se consideran que están completadas.
Misuri y Kansas han proclamado que la I-70 en esos estados fue la primera autopista interestatal (Misuri también indica que la I-44 es una de las primeras). Los tres primeros contratos de construcción del programa de autopistas interestatales fueron firmados en Misuri el 2 de agosto de 1956. Kansas reclama que fue la primera en comenzar las obras de pavimentación después de la firma de la Ley y que un tramo de la I-70 en ese estado fue el primero en acabarse completamente. Sin embargo, la planificación y construcción de esas autopistas ya estaban en curso antes de la promulgación de la Ley. La Pennsylvania Turnpike, que fue puesta en servicio el 1 de octubre de 1940, es la primera autopista con limitación total de accesos y calzadas separadas de Estados Unidos.

## Parámetros de diseño
Artículo principal: Parámetros de diseño de las Autopistas Interestatales
La Asociación Estadounidense de Administraciones de Carreteras Estatales y Transportes (AASHTO) ha definido una serie de parámetros que todas las nuevas autopistas interestatales deben cumplir a menos que se indique otros diferentes por Administración Federal de Autopistas (FHWA). Estos parámetros se han vuelto estrictos a lo largo de los años. Uno de los principales parámetros de diseño es el control total de accesos.

### Límites de velocidad
Suelen tener los mayores límites de velocidad en un área determinada. Los límites de velocidad son determinados por cada estado. En tramos interurbanos dichos límites varían generalmente entre 100 y 130 km/h, siendo habitual que los valores menores sean en los Estados más poblados del noreste y los mayores en los Estados del oeste. Los límites de velocidad de las interestatales en zonas urbanas varían entre 80 y 100 km/h a lo largo del país.

### Diseño con doble objetivo
Además de ser diseñadas para soportar el tráfico de automóviles y vehículos pesados, también lo han sido para el uso en operaciones militares y de defensa civil dentro de los Estados Unidos, particularmente para movimientos de tropas.
Un uso potencial en defensa civil, de la red de autopistas interestatales, es la evacuación de las ciudades en caso de una eventual guerra nuclear. La red ha sido utilizada para facilitar las evacuaciones debidas a huracanes tropicales y otros desastres naturales. Una opción para maximizar la capacidad de evacuación es revertir el sentido del flujo del tráfico en uno o más carriles de la calzada de salida. Este procedimiento, conocido como carriles reversibles, fue empleado en 2004 en la evacuación de la bahía de Tampa debido al huracán Charley y, de nuevo, en 2005 durante las evacuaciones de Nueva Orleans, Luisiana y Houston, Texas, antes de los huracanes Katrina y Rita, respectivamente.

## Terminología
Aunque el nombre parece implicar que las autopistas interestatales tienen recorrido por más de un Estado, muchas no lo hacen. Hay Autopistas Interestatales en Hawái, financiadas de la misma forma que en otros Estados, pero que discurre en su totalidad en la populosa isla de Oahu. Tienen la denominación de "H-X" y conectan bases militares. De manera análoga, Alaska y Puerto Rico tienen carreteras que reciben financiación del programa de autopistas interestatales, aunque dichas rutas no han sido señalizadas como tales, solo sobre el papel.

### Rutas primarias
Las autopistas interestatales se denominan comúnmente como Interstate XX o I-XX, donde "XX" es el número de dos dígitos de la ruta; a veces se utiliza Interstate Highway XX (IH XX) o Interstate Route XX (IR XX). En algunas zonas, también se utiliza el más genérico Route XX o Highway XX.
La nomenclatura de la red de autopistas interestatales (así como de la red de carreteras de Estados Unidos) es gestionada por la Asociación Estadounidense de Administraciones de Carreteras Estatales y Transportes (AASHTO), aunque su autoridad es ocasionalmente socavada por denominaciones impuestas por ley federal. Dentro de los Estados Unidos continentales, las autopistas interestatales primarias (también llamadas itinerarios prioritarios o autopistas interestatales de dos dígitos) son definidas por números de uno o dos dígitos. La mayoría de las interestatales tienen dos dígitos; solo hay tres Interestatales de un dígito en la red: Interstate 4, I-5 e I-8. Dentro de esta categoría, las de orientación este-oeste tienen numeración par y las de orientación norte-sur la tienen impar. La numeración impar se incrementa de oeste a este y la numeración par de sur a norte. Una excepción a esta regla es la I-75 que está al este de la I-85 al sur de Atlanta. Esto no es así al norte de Atlanta. La numeración que sea divisible por 5 se considera entre las interestatales primarias, soportando tráfico de larga distancia. Por ejemplo, la I-5 discurre desde Canadá a México a lo largo de la costa oeste (única Interestatal que lo hace) mientras que la I-95 discurre entre Miami y Canadá. Además, la I-10 (en) discurre desde Santa Mónica, California a Jacksonville, Florida mientras que la I-90 discurre desde Seattle a Boston. Sin embargo, no todas las interestatales primarias cuya numeración es divisible por 5 son de largo recorrido. La I-45 discurre desde Galveston al norte de Dallas, con una longitud de sólo 284 millas. Es la única interestatal primaria con numeración divisible por 5 que no cruza fronteras interestatales. Consultar Lista de Interestatales cuyo trazado discurre solo por un Estado para conocer otras interestatales primarias que no cruzan fronteras interestatales.

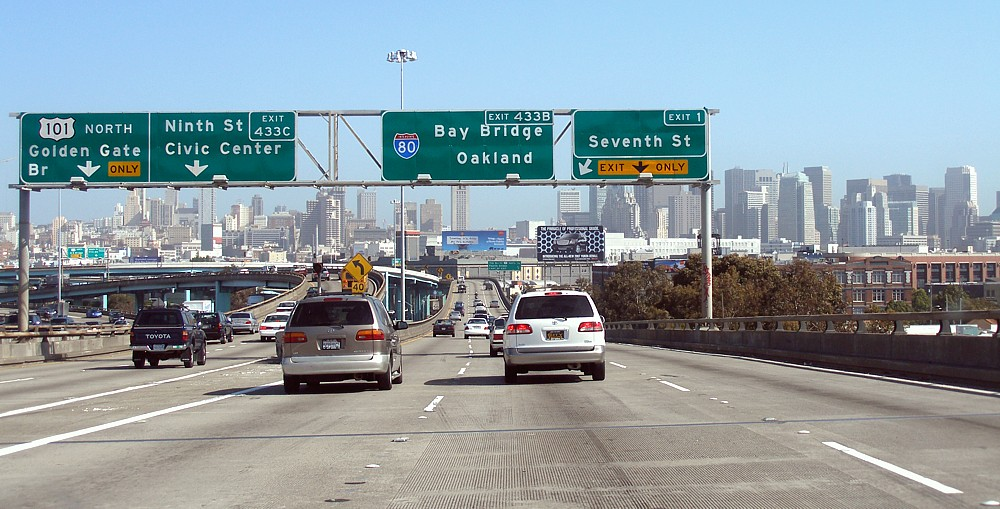
Conexión de la I-80 con la US 101 en San Francisco. Lugar donde se inicia o finaliza la I-80 dependiendo del sentido del viaje.

Hay que resaltar que no existen las interestatales I-50 e I-60 (y que no hay interestatales con numeración par entre el 46 y el 62), principalmente debido a que en los mismos Estados por los que deberían pasar ya existen la US 50 y la US 60. La AASHTO tiene establecido evitar que las interestatales y las US Highways tengan la misma numeración dentro del mismo Estado, aunque la I-24 y la US 24 tienen su extremo final en Illinois. Algunas interestatales no siguen esta regla — I-69 tendrá un cruce con la US 69 en Lufkin, I-74 se solapará con la US 74 ( en Carolina del Norte y la I-41 hará lo mismo con la US 41 en Wisconsin.
Varias autopistas con numeración de dos dígitos están formadas por dos tramos separados sin continuidad, a saber I-76, I-84, I-86 e I-8. Alguna de estas autopistas es el resultado del cambio del sistema de numeración en los años 70; anteriormente se utilizaba una letra como sufijo para los ramales de las rutas primarias; por ejemplo, la parte oeste de la I-84 era la I-80N, como si viniera del norte desde la I-80. En los setenta, la AASHTO decidió eliminar estos sufijos; algunos de estos tramos se convirtieron en otras autopistas de dos dígitos, mientras que otros en autopistas de tres dígitos (ver debajo). Solo existen dos pares de autopistas con numeración con sufijo; la I-35 se escindió en I-35W e I-35E en las zonas de Dallas-Fort Worth y Minneapolis-St. Paul, respectivamente.
En aras de una mayor eficiencia, algunas interestatales tienen recorridos concurrentes en tramos cortos aunque a veces lo hacen en largas distancias. Estos se denominan como tramos concurrentes. Un ejemplo de ello es donde la I-75 y la I-85 confluyen en el área metropolitana de Atlanta para formar el Downtown Connector, la avenida principal que atraviesa la ciudad. Otro ejemplo es la convergencia y la divergencia de las interestatales I-90 e I-94, que lo realizan varias veces en su recorrido a través del Medio-Oeste septentrional y las Grandes Planicies. La I-90 y la I-94 hasta la unión con la I-39 desde Madison, WI a Portage, WI, creando el tramo más largo de concurrencia de tres Interestatales de la Red. Un nuevo ejemplo es la convergencia I-73/I-74x, que se desarrolla a lo largo de la U.S. Route 220 desde Asheboro a Rockingham. La I-73 también comparte recorrido con la I-40 y la I-85 en el Greensboro Urban Loop, una nueva circunvalación a Greensboro (Carolina del Norte). El estricto cumplimiento de las direcciones de la Red origina divertidas disfuncionalidades. Durante un tramo de 9 millas al este de Wytheville, el conductor puede estar viajando, a la vez, en la I-81 Norte y la I-77 Sur (y viceversa).

### Interestatales de tres dígitos

Las autopistas interestatales auxiliares tienen tres dígitos en su numeración, que está formada por un número delante de los dos dígitos de la autopista interestatal primaria, para designar ramales o bucles que se bifurcan desde cualquier ruta primaria o de sus tramos auxiliares. Un ramal es una autopista que se desvía de la principal y no acaba en otra Interestatal, tiene un número impar en su primer dígito. Un bucle es una autopista que retorna a la principal, tiene un número par en su primer dígito. El número dado al primer dígito de una ruta que se bifurca de su principal hasta el final de otra Interestatal depende del Estado; algunos consideran esas rutas como ramales y les asignan números impares, mientras que otros las consideran bucles conectores dándoles números pares.
Cuando en las autopistas interestatales primarias de dos dígitos aparecen letras como sufijos, sus interestatales auxiliares tienen la numeración sin la letra.

Ejemplos del sistema de numeración de las Autopistas Interestatales Auxiliares

Debido al gran número de estas interestatales auxiliares (también conocidas como ramales ("spur route")) la numeración puede ser repetida en los diversos Estados por los que discurre la interestatal primaria; sin embargo, no hay dos Interestatales de tres dígitos con la misma numeración en el mismo estado. Por ejemplo, la I-90 (en) en Nueva York tiene la colección completa de interestatales de tres dígitos posible - I-190, I-290, I-390, I-490, I-590, I-690, I-790, I-890, I-990.
Los circunvalaciones a las grandes ciudades usualmente retienen la denominación en toda la ruta, incluso cuando discurren por otros Estados. Por ejemplo, Cincinnati, como otras muchas ciudades, tiene un gran circunvalación que la rodea y que cruza las autopistas interestatales primeras I-71, I-74 y I-75  y discurre a través de Ohio, Kentucky e Indiana. La totalidad de las 84 millas está señalizada como I-275. (Es, además, la única Interestatal auxiliar que discurre por tres estados).
También, la circunvalación alrededor de Washington D. C., conocida como Capital Beltway, soporta, simultáneamente las interestatales I-95 e I-495. Originalmente, la circunvalación era sólo la I-495, pues estaba planificado que la I-95 discurriera a través de Washington, pero en 1977 dicha interestatal fue redirigida por la mitad oeste de dicha circunvalación debido a la cancelación del tramo que iba a conectar el centro de la ciudad con College Park, Maryland, mientras la I-495 permanecía en la mitad oeste. A la I-495 se le añadió, posteriormente, la mitad este de la circunvalación en 1989, creando un raro de caso de concurrencia en la misma ruta de una interestatal primaria con una de sus auxiliares. Otro ejemplo de este tipo de concurrencia es la I-40 y I-440 en Raleigh, Carolina del Norte.

### Excepciones
La I-238, cerca de Oakland, es una de las dos grandes excepciones de la numeración de las autopistas interestatales, ya que no existe la I-38. Este número existe porque la I-238 reemplazó un tramo de la State Route 238 y no existía un número disponible derivado de su Interestatal Primaria, la I-80. La otra excepción es la I-99 en Pensilvania, cuyo origen es una ley aprobada por el congresista de Pensilvania, Bud Shustern; la I-99 (también denominada U.S. Route 220) está al oeste de varias Autopistas Interestatales con numeración menor que 99, pero 99 era la más cercana numeración impar de dos dígitos disponible para esta Interestatal.
Una excepción menos importante es la I-82, que discurre en todo su recorrido al norte de la I-84; ésta es un resto de la I-84 que previamente tuvo la denominación I-80N.
Algunas nuevas Autopistas Interestatales propuestas han seguido teniendo similares denominaciones no conformes con las reglas debido a los políticos que las presentaban. Por ejemplo, los patrocinadores de la propuesta Third Infantry Division Highway (Autopista de la Tercera División de Infantería), una carretera en Georgia y Tennessee, han sugerido que se denomine como Interstate 3, en honor de la 3.ª División de Infantería.

#### Otros ejemplos notables
Las siguientes Autopistas Interestatales de dos dígitos han cambiado el sentido establecido (par=este-oeste, impar=norte-sur):
- I-69 al este de Lansing, Míchigan
- I-76 en Nebraska

El segmento de la I-69 es una extensión de su ruta original; la I-76 solo discurre durante dos millas en Nebraska antes de acabar en la I-80.
Las Autopistas Interestatales en Hawái, así como las "virtuales" de Alaska y Puerto Rico, son numeradas según el orden de construcción, sin seguir las normas de numeraciones impares y pares.

Tipos de Interestatales Auxiliares en Estados Unidos.

La denominación de los Business Loop (Bucle Business) y Business Spur (Ramal Business) de las Interestatales no está sujeta a ninguna de las normas de identificación de la Red de Autopistas Interestatales. Su designación es simple: un Bucle Business conduce a una zona del centro de la ciudad partiendo de su Interestatal Primaria y volviendo a ella, mientras que un Business Spur (Ramal Business) finaliza en el centro de la ciudad o, en algunos casos, continúa desde el final de una Interestatal Primaria. Las rutas Business pueden dividirse en Interestatales, ya sea de dos o tres dígitos, y puede repetirse dentro de un estado. En algunos casos, cuando una Interestatal ha sido realineada, la antigua carretera se ha designado como Bucle Business, ya que no puede seguir las normas establecidas.

## Financiación
Alrededor del 56% de los gastos de construcción y mantenimiento son financiados a través de gravámenes al usuario, principalmente impuestos sobre la gasolina, recaudados por los Estados y el Gobierno Federal, y los peajes en autopistas y puentes. El resto de los gastos corren a cargo del Presupuesto Federal. En la zona oriental de los Estados Unidos, grandes tramos de las Autopistas Interestatales proyectadas o construidas antes de 1956 funcionan como autopistas de peaje. Los impuestos dedicados a la construcción y mantenimiento de las Interestatales son a menudo criticado como un subsidio directo del gobierno para promover y mantener el desarrollo tal como lo conocemos hoy.
Como los suburbios de las ciudades se expanden hacia el exterior, los gastos de mantenimiento de infraestructura han comenzado gestionarse con economía, dejando poca financiación para la construcción de nuevas Autopistas Interestatales. Esto ha llevado a la proliferación de las autopistas de peaje (turnpike) como el nuevo método de construcción de autopistas de acceso limitado en las zonas suburbanas. Además, algunas Autopistas Interestatales se mantienen y gestionan de manera privada en la actualidad (VMS en Texas, I-35) con el fin de reducir el aumento de los costos de mantenimiento y permitir que los Departamentos Estatales de Transporte se centren en servir a las regiones de más rápido crecimiento en sus respectivos Estados. El futuro de la Red de Autopistas Interestatales tal y como la conocemos está en revisión. Es muy posible que parte de la Red tenga que ser de peaje en el futuro para atender el mantenimiento y la expansión de la demanda, como se hace en algunas ciudades como San Diego, Minneapolis, Houston, Dallas, Atlanta y Washington D. C.